# Fairbank
Fairbank er en spøgelsesby i Cochise County i delstaten Arizona i USA.
Fairbank, som ligger 16 km fra Tombstone, var et andet satellitsamfund til Tombstone som kom til live med byggeriet af New Mexico & Arizona-jernbanen. Denne korte linje var forbindelsen mellem Southern Pacific-sporet i Benson og grænsebyen Nogales. Fairbank blev grundlagt hvor sporet drejede mod vest. Postkontoret åbnede den 16. maj 1883 og er ikke blevet lukket endnu.
Byen er navngivet efter Nathaniel Kellogg Fairbank, en pengemand fra Chicago, som var med til at grundlægge Grand Central Mining Company i Tombstone. Byen havde sandsynligvis aldrig mere end 100 indbyggere, men den havde til gengæld masser af spor, da tre forskellige jernbaneselskaber havde depoter her. På grund af jernbanen overlevede Fairbank længere end andre byer i området.